# Suffolk
Suffolk (pronúncia: /ˈsʌfək/) és un dels comtats d'Anglaterra. Està situat al sud-est del país. Limita amb Norfolk al nord, Cambridgeshire a l'oest, Essex al sud i la mar del Nord a l'est. Aquest comtat és del tipus comtat cerimonial, cosa que vol dir que la seva àrea coincideix aproximadament amb el comtat homònim que es va crear en època feudal i que va pertànyer al regne d'Ànglia de l'Est. La capital és Ipswich. Les altres ciutats importants són: Lowestoft, Bury St Edmunds, Newmarket i Felixstowe, un dels ports comercials més grans d'Europa.
Suffolk no va existir com a comtat entre el 1888 i el 1974.
En el paisatge de Suffolk consisteix en tres tipus d'ambients: les seves terres baixes amb presencia d'uns pocs turons de poca alçada, les terres de conreu i la zona d'aiguamolls dels Broads cap al nord. La costa i zona propera de bruguerars està declarada d'especial bellesa natural (AONB).

## Geografia

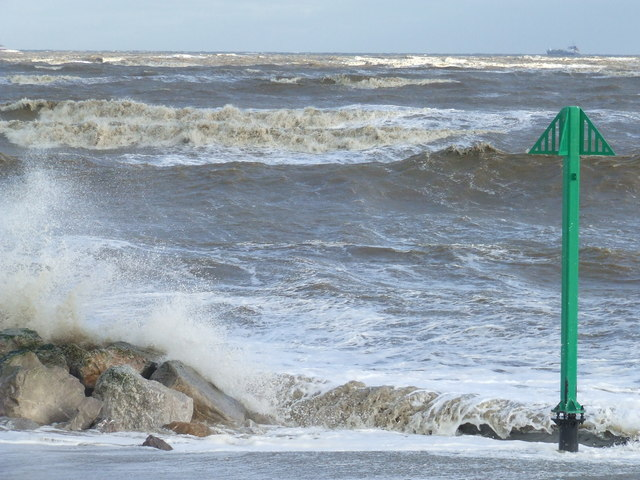
Onatge a la costa de Suffolk.

Situada al sud-est d'Anglaterra, la major part del territori de Suffolk és terra baixa, consistent en sorra i argila que es van formar al Plistocè. Les roques a la vora de la mar són d'un material relativament fàcil d'erosionar, per aquest motiu s'han construït defenses que protegeixin les poblacions de l'acció marina, però no s'ha pogut evitar que algunes cases situades en primera línia del litoral a dalt de penya-segats acabessin destruïdes o molt malmeses durant episodis de temporal. La contínua protecció que requereix la costa i els estuaris del Blyth, Alde i Deben, han estat i encara són motiu de debat.
Dins la franja litoral de l'est i gairebé en paral·lel, hi ha una zona de baix bruguerar anomenada "The Sandlings". Algunes àrees de Suffolk són reserves naturals: la de Minsmere, i els Trimley Marshes, uns aiguamolls.

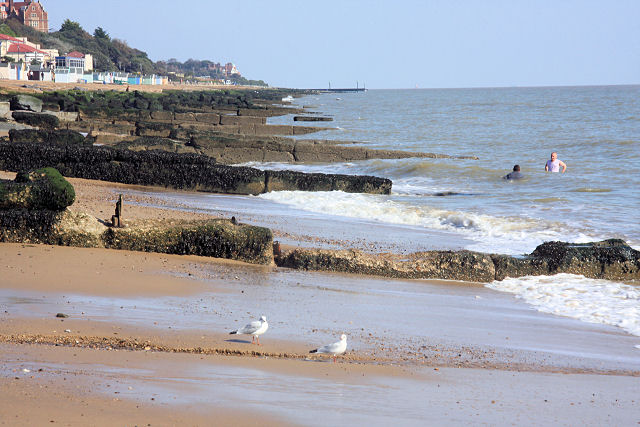
Trencaones

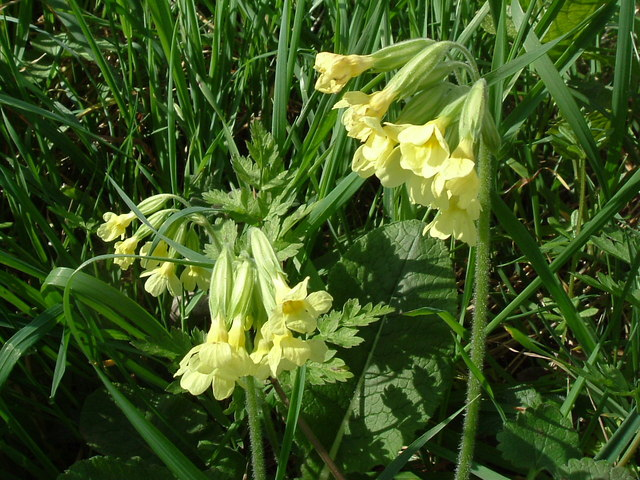
Primula elatior, flor típica del paisatge de Suffolk.

Cap a l'oest el terreny està format de creta, que es va formar durat el Cretaci i és relativament més resistent que els terrenys de la costa. Aquesta creta és un material molt porós i és la responsable d'un paisatge que forma pendents i que va des de Dorset fins a Dover i cap amunt en direcció als Yorkshire Wolds.. La creta forma els pocs turons del comtat. El punt més elevat és Great Wood Hill (128 m), que forma part dels penya-segats anomenats Newmarket Ridge, a prop de la vila de Rede.
La flor típica del Suffolk és la Primula elatior.

## Història

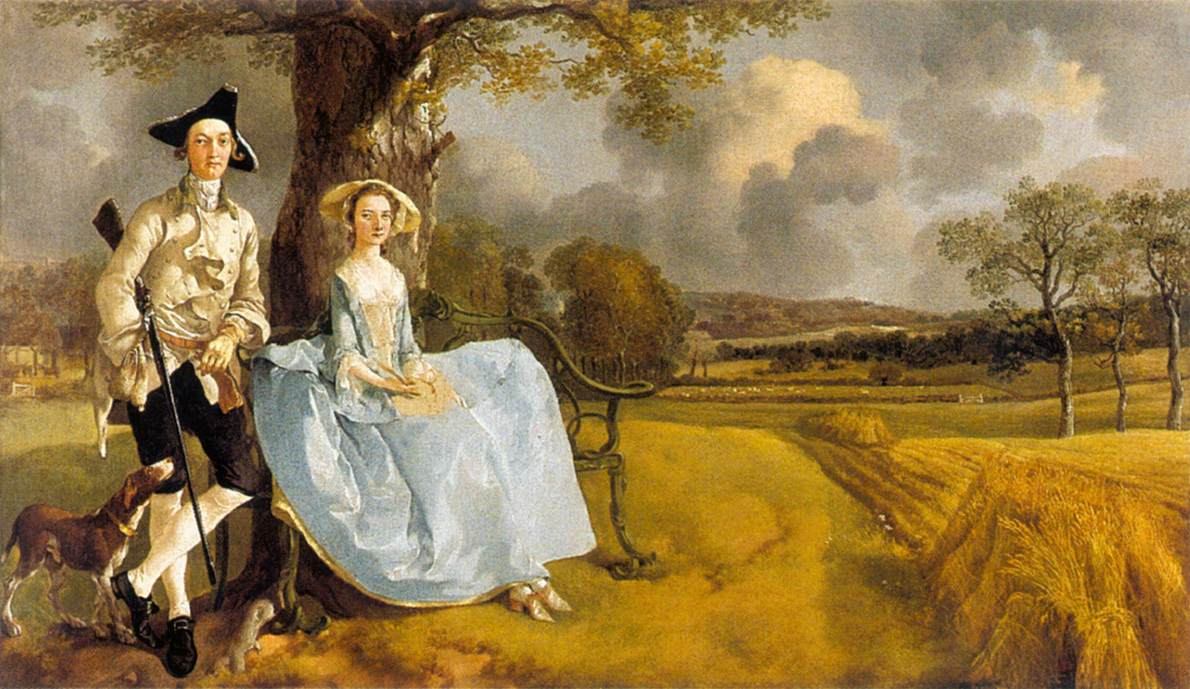
Retrat del matrimoni Andrews, que mostra el paisatge de Suffolk al.

### Orígens
Sembla que el comtat es va crear al segle v, com una subdivisió de govern del regne d'Ànglia de l'Est. Quan els angles van colonitzar aquestes terres van subdividir el territori en "north folk" («la gent del nord») i "south folk", («la gent del sud»), expressions que posteriorment van donar lloc a Norfolk i Suffolk.
Els angles van organitzar-se en 21 hundreds:
- Babergh
- Blackbourn
- Blything
- Bosmere-and-Claydon
- Carlford
- Colneis
- Cosford
- Hartismere
- Hoxne
- Lackford
- Loes
- Mutford i Lothingland
- Plomesgate
- Risbridge
- Samford
- Stow
- Thedwestry
- Thingoe
- Thredling
- Wangford
- Wilford

L'administració fiscal de Suffolk i Norfolk va romandre sota un mateix sheriff fins al 1575. El tribunal del comtat tenia la seu a Ipswich, però no sempre va estar presidit pel comte. El primer comte de Suffolk (earl of Suffolk) va ser Ralph the Staller concedit el 1069 per Guillem el Conqueridor, a qui també va donar el títol de comte de Norfolk. El títol el va perdre el seu fill Ralph de Guader, el 1074, per dirigir una rebel·lió contra el rei. La segona vegada que es va crear el títol va ser el 1337 a favor de Robert d'Ufford; però va quedar extingit a la mort del seu fill el 1382. La tercera creació va ser el 1385 i va recaure en Michael de la Pole, després del qual ja no van haver comtes de Suffolk sinó ducs.
Suffolk va patir l'atac del danesos al segle ix i, després del tractat de Wedmore va passar a formar part del Danelaw. El 1173 el comte de Leicester va desembarcar a Walton amb un exèrcit de flamencs i es va unir a Hugh Bigod, comte de Norfolk, contra Enric II d'Anglaterra. L'any 1317 i els anys següents una gran part del comtat va estar en armes seguint la causa de Thomas de Lancaster, que es va alçar contra el seu cosí Eduard II d'Anglaterra. La reina Elisabet i Roger Mortimer van desembarcar a Walton i van trobar tot el districte a favor. L'any 1330 el comtat es va alçar en armes per lluitar contra els partidaris del comte de Kent; i el 1381 va haver una altra revolta entre la pagesia de Bury St Edmunds. Encara que la major part del comtat estava a favor de la casa de York, va tenir poca participació en la guerra de les dues roses. El 1525 els artesans van patir la forta pujada d'impostos decretada per Enric VIII. Va ser des de Suffolk que la reina Maria I va muntar un exèrcit per reclamar el tron. Durant la guerra civil el comtat va estar majoritàriament a favor dels parlamentaris i es va unir a l'Associació de Comtats de l'Est contra els papistes.

### El comtat actual
El 1831 el comtat encara conservava els 21 hundreds medievals més tres burgs. Hi havia dos municipis amb una administració especial: Saint Edmund i St Ethelredra, que tenien adascun un tribunal propi, independent del d'Ipswich. El comtat es va dividir posteriorment en "terres productives" (geldable land), on les multes es pagaven a la corona, i les franquícies i permisos de mercat a un oficial creat específicament (lord of the liberty). Aquestes terres productives es van agrupar en dos quarter sessions: l'un a Bungay (que aplegava els hundreds de; Blything, Mutford And Launditch, i Wangford) i l'altre a Ipswich (Bosmere-and-Claydon, Hartismere, Hoxne, Samford i Stow). La ciutat lliure de St Ethelredra tenia el tribunal a Woodbridge i la de St Edmund a Bury St Edmunds. A començaments del segle xix totes aquestes divisions es van simplificar en quatre: Beccles, Bury St Edmunds, Ipswich i Woodbridge.
El 1860 el nombre de divisions del comtat es va reduir a dos: la zona est amb seu a Ipswich i la zona oest amb seu a Bury St Edmunds. Amb la llei de governs locals del 1888, les dues divisions van esdevenir comtats separats anomenat East Suffolk i West Suffolk; Ipswich va obtenir un estatus especial. Unes quantes parròquies del comtat d'Essex es van traspassar a Suffolk: Ballingdon-with-Brundon i parts d'Haverhill i de Kedington. L'1 d'abril del 1974, en aplicació de la llei de governs locals del 1972, East Suffolk, West Suffolk i Ipswich es van tornar a unir per formar el desaparegut comtat de Suffolk. Aquest es va subdividir en els següents districtes: Babergh, Forest Heath, Ipswich, Mid Suffolk, St. Edmundsbury, Suffolk Coastal, i Waveney. Aquesta llei, a més, transferia algunes terres a prop de Great Yarmouth a Norfolk. Es proposava també que Newmarket i Haverhill passessin al comtat de Cambridgeshire, i que Colchester passés a Essex però aquests canvis no van ser aprovats finalment.

## Poblacions

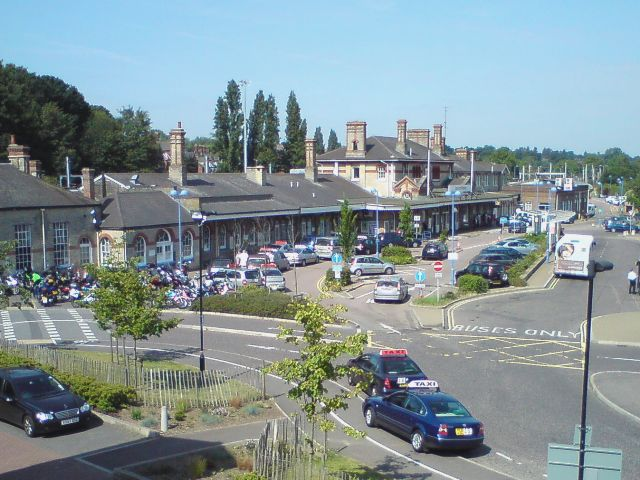
Estació d'Ipswich.

Segons el cens del 2011, les poblacions amb més habitants són:
- Ipswich (133.384 hab.)
- Lowestoft (70.000 hab.)
- Bury St Edmunds (42.000 hab.)
- Haverhill (27.041 hab.)
- Felixstowe (23.689 hab.)
- Newmarket (20.384 hab.)

## Economia
La pagesia a Suffolk pot tenir explotacions dedicades exclusivament a l'agricultura i altres de tipus mixt que combinen agricultura i ramaderia. Aquestes explotacions varien des de 32 hectàrees a més de 8.000. La qualitat del sòl depèn de la proporció de sorra i argila que continguin. Els conreus són: cereal d'hivern (generalment blat xeixa), ordi, remolatxa sucrera, colza, fesols, lli, i en petites àrees on el sòl és menys fèrtil hi ha sègol i civada i altres vegetals.
Hi ha una fira anual celebrada al mes de maig anomenada Suffolk Show, que dona a conèixer els productes agrícoles del comtat, encara que en els darrers anys s'ha obert a altres sectors diferents de la pagesia.
La següent taula compara l'economia de Suffolk amb la de la regió Est d'Anglaterra en valors arrodonits comptats en milions de lliures esterlines.
| any  | valor afegit brut regional | sector primari | sector secundari | sector terciari |
| ---- | -------------------------- | -------------- | ---------------- | --------------- |
| 1995 | 7.113                      | 391            | 2.449            | 4.273           |
| 2000 | 8.096                      | 259            | 2.589            | 5.248           |
| 2003 | 9.456                      | 270            | 2.602            | 6.583           |

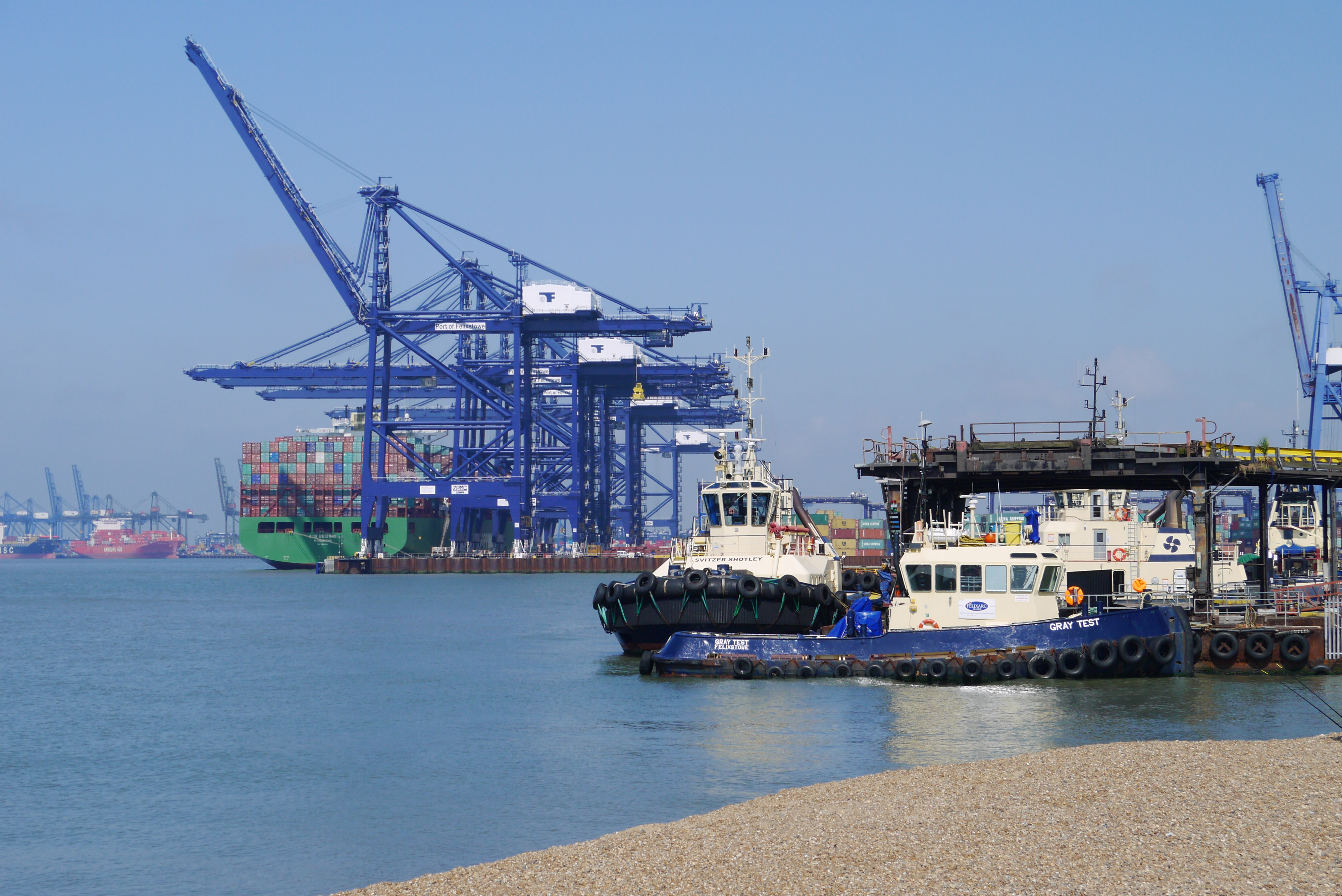
El port de Felixstowe.

Les empreses més importants que donen llocs de treball a Suffolk són: Greene King Brewery (fabricant de cervesa), Branston (producció d'aliments) situades a Bury St Edmunds; Birds Eye (empresa americana de congelats) a Sudbury. La cria de cavalls per a competició és destacada a Newmarket. Hi ha dues bases militars dels Estats Units d'Amèrica a l'oest del comtat, a prop de l'autovia A11. Per a generar energia elèctrica hi ha una central nuclear anomenada Sizewell B a prop de Leiston. L'empresa Bernard Matthews Farms, especialitzada en productes turcs, té algunes plantes de processament en aquest comtat, sobretot a Holton. A Southwold està la seu de la cervesa Adnams Brewery. El port de Felixstowe és el més gran de tot el Regne Unit, i té un gran nombre de contenidors per a transportar mercaderies. Altres ports són: el de Lowestoft, i el d'Ipswich. L'empresa BT Group plc de telecomunicacions té un espai de recerca i investigació a Martlesham Heath.

## Dialecte
Com altres dialectes anglesos, tendeix a desaparèixer. Les característiques són semblants a les del dialecte de Norfolk, tot i que conserva, entre la gent gran, un gran nombre de vocabulari específic. Un accent semblant es pot trobar a Colchester i poblacions de la rodalia.